# أحلام محمد حكمي
أحلام بنت محمد بن حسين حكمي هي عضو في مجلس الشورى السعودي منذ 3 ربيع الأول، 1438هـ. عملت في جزء كبير من حياتها في التعليم كأستاذ مساعد أو محاضرة بقسم الدراسات الأدبية.

## الحياة التعليمية
درست أحلام بكالوريوس في الدراسات الإسلامية من كلية التربية في جازان عام 1416هـ، ثم أكملت دراستها في الدكتوراه في العقيدة والمذاهب المعاصرة من جامعة أم القرى عام 1428هـ وأنهت دراستها بماجستير في العقيدة والمذاهب المعاصرة من كلية التربية في جدة 1422هـ.

## الحياة المهنية
- عضو مجلس الشورى اعتباراً من 3/3/1438هـ.[3]
- معيدة بقسم الدراسات الإسلامية الأقسام الأدبية يصبيا بقرار رقم 3375/7/ق بتاريخ 9/8/1416هـ.[3]
- محاضرة بقسم الدراسات الإسلامية الأقسام الأدبية يصبيا بقرار رقم 1429/7/ق بتاريخ 27/3/1423هـ.[3]
- أستاذ مساعد بقسم الدراسات الإسلامية الأقسام الأدبية يصبيا بقرار رقم 1152/9 بتاريخ 4/3/1429هـ.[3]
- أستاذ مشارك بقسم الثقافة الإسلامية جامعة جازان بقرار المجلس العلمي رقم (3) بتاريخ 1/7/1435هـ.[3]
- رئيسة قسم الدراسات الإسلامية بقرار رقم 241 بتاريخ 19/11/1424هـ.[3]
- عميدة كلية التربية الأقسام الأدبية بصبيا بقرار رقم 12928/12/25ك بتاريخ 19/9/1425هـ.
- وكيلة مكلفة بعمادة القبول والتسجيل شطر الطالبات بجامعة جازان بقرار رقم 463/ ق بتاريخ 12/10/1428هـ.
- وكيلة عمادة القبول والتسجيل شطر الطالبات بقرار رقم 412/ق بتاريخ 11/3/1429هـ لمدة عامين.
- تجديد تعين وكيلة لعمادة القبول والتسجيل شطر الطالبات بقرار رقم 8396 بتاريخ 13/5/1431هـ لمدة عامين.
- تجديد تعين وكيلة لعمادة القبول والتسجيل شطر الطالبات بقرار رقم 17680/1/33 بتاريخ 24/5/1433هـ لمدة عامين.
- عضو اللجنة الاستشارية بالنادي الأدبي بجا زان بقرار رقم 323 بتاريخ 22/6/1427هـ إلى عام 1428هـ.
- عضو لجنة إصلاح ذات البين بمنطقة جازان بخطاب صادر من إمارة جازان رقم 27402 بتاريخ 14/10/1429هـ.
- عضو الهيئة الاستشارية لكليات البنات بقرار رقم 638/1 بتاريخ 6/6/1429هـ إلى تاريخه 1434هـ.
- عضو في الجمعية العلمية السعودية لعلوم العقيدة والأديان والفرق والمذاهب بقرار رقم 2449/ د /ج بتاريخ 10/4/1434هـ.
- عضو في الجمعية العلمية السعودية للقياس والتقويم بجامعة طيبة 19/1/1434هـ.
- رئيسة مركز إصدار بطاقات البصمة بصبيا بتاريخ 14/5/1429هـ.
- رئيسة مركز اختبار القياس بجازان بتاريخ 27/6/1429هـ إلى تاريخ 4/7/1429هـ.
- مدربة معتمدة بمركز الملك عبد العزيز للحوار الوطني.

## عضويات المجالس واللجان
- ندوة الانتماء الوطني في التعليم العام رؤى وتطلعات جامعة الأمام محمد بن سعود الإسلامية بتاريخ 27ـ 29/3/1430هـ.
- ندوة الوسطية منهج رباني ومطلب إنساني التي عقدت في رحاب الجامعة الإسلامية بالمدينة المنورة بتاريخ 20ـ21/1/1434هـ الموافق 4ـ5/12/2012م.
- المؤتمر الوطني الأول للأمن الفكري «المفاهيم والتحديات» الذي نظمه كرسي الأمير نايف بن عبد العزيز لدراسات الأمن الفكري في رحاب جامعة الملك سعود في الفترة 23 ـ 25 /5/1430هـ.
- المؤتمر الدولي للإرهاب بعنوان «الإرهاب بين تطرف الفكر وفكر التطرف» المنعقد في الجامعة الإسلامية من 12 ـ 15 /4/1431هـ الموافق 28 ـ 31 مارس 2010م.
- المؤتمر دور الجامعات العربية في تعزيز مبدأ الوسطية المنعقد في جامعة طيبة بالمدينة المنورة من 1ـ 4/4/1432هـ الموافق 6 ـ 7 /3/2011م.
- مؤتمر الملتقى العالمي للمبدعين في التدريس الجامعي (J FTUT) والذي عقد بجامعة الأمام محمد بن سعود الإسلامية في مدينة الرياض الفترة 22ـ24 ربيع الأول 1434هـ الموافق 3ـ5/فبراير 2013م.
- الندوة الوطنية التي عقدت في جامعة الإمام محمد بن سعود الإسلامية بالرياض علي شرف خادم الحرمين الشرفيين الملك عبد الله بن عبد العزيز والتي كانت بعنوان تأصيل الوطنية لدي الشباب والشابات من 27الي 29 من ربيع الثاني 1430هـ.
- المؤتمر الدولي الجديد في أبحاث المؤثرات العقلية المنعقد في رحاب جامعة جازان في الفترة 23ـ 24/4/1434هـ الموافق 5ـ 6 مارس 2013م.
- المؤتمر الدولي «رفعة المعاملات الاقتصادية والمالية» بالجامعة الوطنية الماليزية بمدينة بناجي سلا نجور من 20 ـ 21 أكتوبر 2009م.
- المؤتمر الدولي الأعجاز العلمي في القران الكريم والسنة النبوية المنعقد في جامعة عبد المالك السعدي بتطوان بالمملكة المغربية من 8 ـ 10شوال 1431هـ الموافق 17 ـ 19سبتمبر عام 2010م.
- ورقة عمل في المؤتمر الدولي للدعوة الإسلامية وتحديات العصر المنعقد في جامعة جاكرتا بأندونسيا بالتعاون مع الجامعة الوطنية الماليزية بعنوان (الموافق 14 ـ 15 /4/1432هـ الموافق 7 ـ 8 مارس 12011م.
- المؤتمر الدولي الخامس عشر للقيادات بدبي بدولة الأمارات العربية المنعقد 14 ـ 15 /4/1433هـ الموافق 7 ـ 8 مارس 12012م.
- المؤتمر الدولي عن التعليم المنعقد في جامعة لندن بالمملكة المتحدة بتاريخ 26 ـ 28 /9/1433هـ الموافق 14 ـ 16 أغسطس 2012م.
- المؤتمر الدولي بعنوان (تجديد الخطاب الإسلامي في الغرب من آجل الحوار والعيش المشترك) المنعقد في معهد ابن سيناء للعلوم الإنسانية في مدينة لين بفرنسا من 77-9/يونيو /2013م.
- بحث مقدم في المؤتمر الدولي (دور الشريعة والقانون والأعلام في مكافحة الإرهاب) المنعقد في جامعة الزرقاء بالأردن.
- المؤتمر الدولي الأول بعنوان (ماذا تريده من العولمة هو المعرفة بالعلم) المنعقد في جامعة أمستردام الحرة بهولندا من 23-25/1/2014م الموافق 22-24/3/1435هـ وكانت المشاركة حضور فقط.
- دور أعضاء هيئة التدريس في الاستفادة من المكافآت وحوافز التميز في الجامعات السعودية (جامعة الملك سعود) بقاعة حمد الجاسر بالمدينة الجامعية بالدرعية، من الفترة 18/11/1429هـ الموافق 16/11/2008م.
- تنمية مهارات الاتصال في الحوار، ورشة تدريبية لأعداد المدربات على ثقافة الحوار (جامعة جازان) من الفترة 7 ـ 11 /4/1432هـ الموافق 12 ـ 16/ 3/2011م.
- تطوير القدرات البحثية التي عقدت بجامعة جازان ضمن برنامج مدينة الملك عبد العزيز لعلوم التقنية في الفترة 25ـ11ـ2012م.
- ورشة استراتيجيات إبداعية لاشتراك الطلاب في التعليم التعاوني وعملية البحث التي عقدت بجامعة الأمام محمد بن سعود الإسلامية ضمن فعاليات الملتقى العالمي للمبدعين في التدريس الجامعي خلال الفترة 22ـ24 ربيع الأول 1432هـ الموافق 3ـ5فبراير 2013م.
- ورشة عمل وسائل مبتكرة لحل المشكلات (جامعة جازان ـ فندق الحياة) من الفترة 17ـ 18/6/1433هـ.
- ورشة استراتيجيات التعليم والتعلم التي عقدت بجامعة جازان فندق الحياة في الفترة 6ـ7/5/1434هـ.[3]

## المؤلفات والبحوث
- المستشرقون وشبهاتهم حول النبي ﷺ: عرض ونقد.[3]
- النبوة ودلالتها بين الوحي والعقل.
- ظاهرة التكفير في المجتمع المعاصر.
- الصفات الإلهية الفعلية بين النفي والثبات دراسة عقديه.
- الخوارج طليعة التكفير في المجتمع الإسلامي.
- أضواء على تفنيد عبد الرحمن بدوي لشبهات المستشرقين حول القرآن والنبي ﷺ (تحت النشر).
- التحول الفكري من التبعية الغربية إلى المنهج الإسلامي (تحت النشر).

## الدورات التدريبية
- الدورة العلمية الأولى التابعة لمكتب التعاوني للدعوة والإرشاد وتوعية الجاليات بجازان المقامة في سجن النساء (شعبة السجن العام) في الفترة 5ـ9/5/1429هـ.[3]
- دورة القيادة الأكاديمية في ظل التغير (ضمن برنامج الإبداع والتميز لأعضاء هيئة التدريس الذي نفذته عمادة التطوير الأكاديمي) جامعة جازان بتاريخ 8 ـ 10/4/1430هـ.[3]
- البرنامج التدريبي لإعداد المدربات المعتمدات لنشر ثقافة الحوار المنفذ (لمنسوبات جامعة جازان) في منطقة جازان بتاريخ 7ـ11/4/1432هـ الموافق 12ـ6/3/2011م.
- دوره بعنوان (الجامعة ومحورية التعلم والتعليم) المنعقد ضمن فعاليات برامج عمادة التطوير الأكاديمي لجامعة جازان خلال الفترة 10ـ11 ذو القعدة 1433هـ.
- دوره بعنوان فهم وتنفيذ معايير الهيئة الوطنية للتقويم والاعتماد الأكاديمي المنعقد ضمن فعاليات برامج عمادة التطوير الأكاديمي جامعة جازان خلال الفترة 19ـ20/1434هـ.
- دورة فهم وتنفيذ معايير الهيئة الوطنية للتقويم والاعتماد الأكاديمي المنعقدة بجامعة من 19-20/2/1434هـ.
- دورة تنفيذ أبحاث ذات جوده عالية المنعقدة في جامعة جازان يوم 15/7/1434هـ.
- ضمان الجودة حول التقويم المؤسسي المنعقدة في جامعة جازان من 3-4/1/1435هـ.
- توصيف البرنامج الأكاديمي وتقريره المنعقدة بجامعة جازان من 5-6/4/1435هـ.
- دورة حلقة تطبيقية حول إدارة التغير المنعقدة في معهد الإدارة بالرياض من 27-29/4/1436هـ.

## وصلات خارجية
- صفحة أحلام بنت محمد بن حسين حكمي على موقع مجلس الشورى السعودي الرسمي.